# هارتسگروده
شهر هارتسگروده در ایالت زاکسن-آنهالت در کشور آلمان واقع شده‌است.